# 公衆浴場条例
公共浴場条例（こうきょうよくじょうじょうれい）とは、公衆浴場法第2条第3項及び第3条第2項の規定に基づき、都道府県（保健所を設置する市又は特別区にあっては市又は区。）が、公衆浴場の設置の場所の配置の基準及び入浴者の衛生及び風紀に必要な措置の基準について定める条例をいう。

## 概要
「一般公衆浴場」や「その他の公衆浴場」などの定義の規定。設置場所配置や衛生措置や混浴禁止年齢等の基準などを定めている。

### 都道府県の条例
| 都道府県 | 条例名                                                           |
| -------- | ---------------------------------------------------------------- |
| 北海道   | 公衆浴場法施行条例                                               |
| 青森県   | 公衆浴場法施行条例                                               |
| 岩手県   | 公衆浴場法施行条例                                               |
| 秋田県   | 公衆浴場法施行条例                                               |
| 山形県   | 公衆浴場法施行条例                                               |
| 宮城県   | 公衆浴場法施行条例                                               |
| 福島県   | 福島県公衆浴場法施行条例                                         |
| 茨城県   | 茨城県公衆浴場法施行条例                                         |
| 栃木県   | 公衆浴場法施行条例                                               |
| 群馬県   | 群馬県公衆浴場法施行条例                                         |
| 埼玉県   | 公衆浴場法施行条例                                               |
| 東京都   | 公衆浴場の設置場所の配置及び衛生措置等の基準に関する条例         |
| 千葉県   | 公衆浴場法施行条例                                               |
| 神奈川県 | 公衆浴場の設置場所の配置及び衛生措置等の基準等に関する条例       |
| 新潟県   | 新潟県公衆浴場の設置場所の配置及び衛生措置の基準等に関する条例   |
| 長野県   | 公衆浴場の設置場所の配置及び衛生等の措置の基準に関する条例       |
| 山梨県   | 山梨県公衆浴場法施行条例                                         |
| 静岡県   | 公衆浴場法施行条例                                               |
| 愛知県   | 公衆浴場の設置場所の配置及び衛生措置等の基準に関する条例         |
| 岐阜県   | 岐阜県公衆浴場法施行条例                                         |
| 富山県   | 富山県公衆浴場基準条例                                           |
| 石川県   | 石川県公衆浴場基準条例                                           |
| 福井県   | 福井県公衆浴場基準条例                                           |
| 三重県   | 三重県公衆浴場法施行条例                                         |
| 滋賀県   | 滋賀県公衆浴場法施行条例                                         |
| 京都府   | 公衆浴場の設置の場所の配置の基準等に関する条例                   |
| 奈良県   | 公衆浴場法施行条例                                               |
| 大阪府   | 大阪府公衆浴場法施行条例                                         |
| 兵庫県   | 公衆浴場法基準条例                                               |
| 和歌山県 | 公衆浴場衛生基準等に関する条例                                   |
| 岡山県   | 公衆浴場法施行条例                                               |
| 広島県   | 公衆浴場法施行条例                                               |
| 山口県   | 公衆浴場の設置場所の配置及び衛生等に必要な措置の基準に関する条例 |
| 鳥取県   | 鳥取県公衆浴場法施行条例                                         |
| 島根県   | 公衆浴場法施行条例                                               |
| 愛媛県   | 公衆浴場設置等の基準等に関する条例                               |
| 香川県   | 公衆浴場に対する措置の基準等に関する条例                         |
| 高知県   | 高知県公衆浴場法施行条例                                         |
| 徳島県   | 公衆浴場法施行条例                                               |
| 福岡県   | 福岡県公衆浴場法施行条例                                         |
| 佐賀県   | 佐賀県公衆浴場法施行条例                                         |
| 長崎県   | 公衆浴場法施行条例                                               |
| 大分県   | 大分県公衆浴場法施行条例                                         |
| 熊本県   | 熊本県公衆浴場基準条例                                           |
| 宮崎県   | 公衆浴場法施行条例                                               |
| 鹿児島県 | 鹿児島県公衆浴場法施行条例                                       |
| 沖縄県   | 公衆浴場法施行条例                                               |